# Campeonato Mundial Júnior de Halterofilismo de 1975
A primeira edição do Campeonato Mundial Júnior de Halterofilismo foi realizado em Marseille, entre 5 e 12 de julho de 1975. Participaram 142 atletas de 31 nações; somente homens, divididos em nove categorias de peso, competiram.

## Quadro de resultados
| Evento    | Ouro                | Ouro     | Prata               | Prata    | Bronze           | Bronze   |
| 52 kg     | 52 kg               | 52 kg    | 52 kg               | 52 kg    | 52 kg            | 52 kg    |
| --------- | ------------------- | -------- | ------------------- | -------- | ---------------- | -------- |
| Arranque  | Vitali Danilchenko  | 90 kg    | Marek Sewerin       | 90 kg    | Valeri Reznikov  | 90 kg    |
| Arremesso | Vitali Danilchenko  | 115 kg   | Marek Sewerin       | 115 kg   | Ferenc Hornyak   | 115 kg   |
| Total     | Vitali Danilchenko  | 205 kg   | Marek Sewerin       | 205 kg   | Ferenc Hornyak   | 202,5 kg |
| 56 kg     |                     |          |                     |          |                  |          |
| Arranque  | Tadeusz Dembonczyk  | 107,5 kg | Maruyama Takeshi    | 102,5 kg | Boris Tsepin     | 100 kg   |
| Arremesso | Tadeusz Dembonczyk  | 132,5 kg | Frank Mavius        | 130 kg   | Boris Tsepin     | 127,5 kg |
| Total     | Tadeusz Dembonczyk  | 240 kg   | Boris Tsepin        | 227,5 kg | Frank Mavius     | 225 kg   |
| 60 kg     |                     |          |                     |          |                  |          |
| Arranque  | Nassuf Menish       | 110 kg   | Alizera Rastegaar   | 105 kg   | Karel Siuda      | 105 kg   |
| Arremesso | Karel Siuda         | 140 kg   | Nassuf Menish       | 137,5 kg | Ioan Buta        | 130 kg   |
| Total     | Massuf Menish       | 247,5 kg | Karel Siuda         | 245 kg   | Ioan Buta        | 230 kg   |
| 67,5 kg   |                     |          |                     |          |                  |          |
| Arranque  | Zakhari Todorov     | 125 kg   | Rumen Taskov        | 125 kg   | Ambrass Günter   | 122,5 kg |
| Arremesso | Rumen Taskov        | 162,5 kg | Ambrass Günter      | 160 kg   | Roberto Urritia  | 157,5 kg |
| Total     | Rumen Taskov        | 287,5 kg | Ambrass Günter      | 282,5 kg | Zakhari Todorov  | 280 kg   |
| 75 kg     |                     |          |                     |          |                  |          |
| Arranque  | Iordan Mitkov       | 142,5 kg | Iurik Vardanian     | 140 kg   | Iordan Dilkov    | 135 kg   |
| Arremesso | Iurik Vardanian     | 185 kg   | Iordan Mitkov       | 177,5 kg | Iordan Dilkov    | 165 kg   |
| Total     | Iurik Vardanian     | 325 kg   | Iordan Mitkov       | 320 kg   | Iordan Dilkov    | 300 kg   |
| 82,5 kg   |                     |          |                     |          |                  |          |
| Arranque  | Blagoi Blagoev      | 147,5 kg | Khristo Belichovski | 145 kg   | Aleksandr Ziuzin | 140 kg   |
| Arremesso | Khristo Belichovski | 185 kg   | Blagoi Blagoev      | 180 kg   | Aleksandr Ziuzin | 172,5 kg |
| Total     | Khristo Belichovski | 330 kg   | Blagoi Blagoev      | 327,5 kg | Aleksandr Ziuzin | 312,5 kg |
| 90 kg     |                     |          |                     |          |                  |          |
| Arranque  | Adam Saidulaev      | 157,5 kg | Serguei Tchijov     | 140 kg   | Peter Solar      | 140 kg   |
| Arremesso | Adam Saidulaev      | 192,5 kg | Michael Hennig      | 182,5 kg | Serguei Tchijov  | 170 kg   |
| Total     | Adam Saidulaev      | 350 kg   | Michael Hennig      | 320 kg   | Serguei Tchijov  | 310 kg   |
| 110 kg    |                     |          |                     |          |                  |          |
| Arranque  | Valentin Khristov   | 175 kg   | Valeri Serdiukov    | 155 kg   | Manfred Funke    | 152,5 kg |
| Arremesso | Valentin Khristov   | 230 kg   | Bogdan Drandanov    | 195 kg   | Valeri Serdiukov | 192,5 kg |
| Total     | Valentin Khristov   | 405 kg   | Valeri Serdiukov    | 347,5 kg | Bogdan Drandanov | 340 kg   |
| +110 kg   |                     |          |                     |          |                  |          |
| Arranque  | Robert Skolomowski  | 160 kg   | Joachim Witzke      | 150 kg   | Jocelyn Legault  | 137,5 kg |
| Arremesso | Robert Skolomowski  | 195 kg   | Joachim Witzke      | 187,5 kg | Jocelyn Legault  | 172,5 kg |
| Total     | Robert Skolomowski  | 355 kg   | Joachim Witzke      | 337,5 kg | Jocelyn Legault  | 310 kg   |

## Quadro de medalhas
Quadro de medalhas nos levantamentos
| Ordem | País              | Medalha de ouro | Medalha de prata | Medalha de bronze | Total |
| ----- | ----------------- | --------------- | ---------------- | ----------------- | ----- |
| 1     | Bulgária          | 8               | 6                | 2                 | 16    |
| 2     | União Soviética   | 5               | 3                | 7                 | 15    |
| 3     | Polónia           | 5               | 2                | 1                 | 8     |
| 4     | Alemanha Oriental |                 | 5                | 2                 | 7     |
| 5     | Japão             |                 | 1                |                   | 1     |
|       | Irão              |                 | 1                |                   | 1     |
| 7     | Canadá            |                 |                  | 2                 | 2     |
| 8     | Hungria           |                 |                  | 1                 | 1     |
|       | Tchecoslováquia   |                 |                  | 1                 | 1     |
|       | Roménia           |                 |                  | 1                 | 1     |
|       | Cuba              |                 |                  | 1                 | 1     |
| Total | Total             | 18              | 18               | 18                | 54    |

Quadro de medalhas no total combinado
| Ordem | País              | Medalha de ouro | Medalha de prata | Medalha de bronze | Total |
| ----- | ----------------- | --------------- | ---------------- | ----------------- | ----- |
| 1     | Bulgária          | 4               | 2                | 3                 | 9     |
| 2     | União Soviética   | 3               | 2                | 2                 | 7     |
| 3     | Polónia           | 2               | 2                |                   | 4     |
| 4     | Alemanha Oriental |                 | 3                | 1                 | 4     |
| 5     | Canadá            |                 |                  | 1                 | 1     |
|       | Hungria           |                 |                  | 1                 | 1     |
|       | Roménia           |                 |                  | 1                 | 1     |
| Total | Total             | 9               | 9                | 9                 | 18    |